# Holochilus chacarius
Holochilus chacarius é uma espécie de roedor da família Cricetidae.
Pode ser encontrada na Argentina e Paraguai.